# Baxter Building
 (août 2025).
Le Baxter Building est un gratte-ciel fictif de l'univers Marvel de la maison d'édition Marvel Comics, connu comme le quartier général des Quatre Fantastiques. Il est situé à l'angle de la 42e Rue et de Madison Avenue à New York.
Haut de 35 étages, l’édifice abrite dans ses niveaux supérieurs les laboratoires, quartiers de vie et installations technologiques de l’équipe.

## Historique
Le Baxter Building apparaît pour la première fois dans Fantastic Four #3 en décembre 1961, et a été créé par Stan Lee et Jack Kirby. Le Baxter Building est le premier repaire de super-héros de bande dessinée à être largement connu du grand public dans le monde fictionnel de Marvel.
Le Baxter Building est détruit dans Fantastic Four n°278 (mai 1985), écrit et dessiné par John Byrne. Expliquant pourquoi il avait choisi de détruire ce bâtiment emblématique, Byrne déclara : « Le QG des FF avait longtemps été établi comme un bâtiment de 35 étages. C’était impressionnant en 1962, mais beaucoup moins en 1980, lorsque j’ai repris la série. Il ne me semblait pas possible de simplement commencer à le présenter comme plus haut que ce que les histoires précédentes avaient montré, alors j’ai opté pour quelque chose d’un peu plus dramatique. »

## Disposition des lieux

### Localisation et conception
Le Baxter Building se situe à l'intersection de la 42e rue et de Madison Avenue, à New York City. Il a été construit en 1949 par la Leland Baxter Paper Company. Conçu à l’origine comme site industriel en hauteur pour accueillir des machines de recyclage de pulpe desservant le centre de Midtown à Manhattan, chaque étage possède une hauteur de plafond de 24 pieds (≈ 7,3 m). Les cinq derniers étages du bâtiment de 35 étages ont été acquis en totalité par les Quatre Fantastiques.
Sa charpente en acier est la première à utiliser au monde le « K bracing » et fait du Baxter Building une structure exceptionnellement solide. Il se trouve à quelques pâtés de maisons du siège des Nations Unies. Reed Richards (Mr Fantastique) a demandé de nombreuses dérogations d’usage des sols pour permettre la reconstruction massive des cinq étages supérieurs, afin d’y installer un silo fortement insonorisé muni d’une fusée atténuée.

### Architecture et sécurité
Le design du quartier général des Quatre Fantastiques suit des principes strictement utilitaires, à l’exception des appartements et espaces publics. Chaque détail est constamment renforcé, notamment la sécurité. Par exemple, les fenêtres sont des composites épais de 2 ft (≈ 0,6 m), constitués de diverses couches de verre et de plastique, réfléchissants à l’extérieur. Les murs extérieurs blindés sont aussi recouverts de miroirs, et deviennent visuellement indiscernables des surfaces transparentes.
Les cinq étages supérieurs sont entièrement hermétiques : toutes les portes sont des sas. Le support environnemental complet (y compris l’atmosphère) est assuré dans la zone située entre les ascenseurs 2, 3 et 4, à tous les niveaux.

### Zone tampon
La « buffer‑zone » est l'interface entre les cinq étages supérieurs et les niveaux inférieurs. Elle permet une déconnexion rapide entre ces deux segments du bâtiment et contient une série de vérins hydrauliques (« oil‑rams ») pour amortir les oscillations éventuelles. Elle abrite également certains équipements de support pour les niveaux supérieurs, mais constitue surtout l’« étage mécanique », assurant le chauffage, la ventilation, la climatisation et le support des ascenseurs pour les 30 étages inférieurs.

### Propriété
Pendant de nombreuses années, une trouvaille récurrente dans la série mettait en scène le propriétaire Walter Collins, qui avait d’abord accepté de louer aux super-héros pour la publicité, puis regretté sa décision face au flot d’attaques de super-vilains—déjà dès Fantastic Four #6, quand le Docteur Fatalis propulsa l’immeuble dans l’espace. Ces attaques rendaient le quotidien difficile aux Quatre Fantastiques et aux autres locataires. Finalement, Reed Richards fit jouer une clause du bail et acheta l’immeuble entier pour éviter leur expulsion.

### Itérations
Le bâtiment fut finalement détruit par Kristoff Vernard, fils adoptif de Docteur Fatalis, qui l’envoya dans l’espace puis le fit exploser, dans une tentative d’assassinat des Quatre Fantastiques. Il fut remplacé par Four Freedoms Plaza, érigé sur le même site,,. Après que les héros furent présumés morts à la suite de leur affrontement avec Onslaught, cet immeuble fut vidé de tout le matériel des Quatre Fantastiques par Vernard et Nathaniel Richards (le père de Reed), qui l’envoyèrent dans la Zone Négative pour le protéger de l’armée américaine,.
À leur retour, le Quatre Fantastiques ne purent pas réintégrer Four Freedoms Plaza, désormais détruit par les Thunderbolts (en réalité les Masters of Evil) peu après que leur véritable identité fut révélée. Ils s’installèrent alors dans un entrepôt rénové sur l'Hudson River, baptisé Pier 4,. Cet entrepôt fut détruit lors d’un affrontement contre Diablo, après quoi un nouveau Baxter Building fut créé par Noah Baxter dans l’espace, puis téléporté sur le terrain vacant de l’original et de Four Freedoms Plaza. Le rez-de-chaussée sert désormais de boutique-musée ouverte au public,.
À la suite de l’effondrement du multivers lors de l’événement Secret Wars, les Quatre Fantastiques se sont dissous : la famille Richards étant partie reconstruire le multivers[réf. nécessaire], la Chose a rejoint les Gardiens de la Galaxie[réf. nécessaire], tandis que la Torche humaine est devenue ambassadeur des Inhumains et membre de l’équipe des Avengers Unity Squad[réf. nécessaire]. Le Baxter Building étant alors inoccupé, il a été mis aux enchères avant d’être acquis par Parker Industries pour en faire leur siège temporaire, au grand désarroi initial de la Torche[réf. nécessaire].
Peter Parker expliqua toutefois qu’il avait surenchéri face à Alchemax, Hammer Industries et Roxxon pour empêcher ces entreprises de s’en emparer, et qu’il rendrait l’immeuble à la première occasion, lorsque les Quatre Fantastiques se reformeraient. Devant une grande sculpture de l’équipe, réalisée par Alicia Masters et exposée dans le hall d’entrée, la Torche déclara être rassurée de voir que le bâtiment restait « dans la famille ».
Lorsque Parker Industries fut détruite pendant les événements de Secret Empire, le bâtiment fut revendu à un acheteur anonyme, et brièvement occupé par une nouvelle équipe appelée les Fantastix.
Plus tard, après la création d’un puissant portail spatio-temporel, le Baxter Building fut de nouveau détruit par la Griever, qui cherchait à s’emparer de cette technologie[réf. nécessaire]. En ultime recours, Reed Richards envoya l’immeuble un an dans le futur pour le mettre hors d’atteinte[réf. nécessaire].

## Apparitions dans d'autres médias

### Télévision
- Le Baxter Building apparaît dans la série animée Les Quatre Fantastiques de 1967[19].
- Il apparaît également dans la première saison de Les Quatre Fantastiques (1994), où Lavina Forbes (doublée par Joan Lee) y tient le rôle de concierge[20].
- Dans Fantastic Four: World's Greatest Heroes, le bâtiment est occupé par les héros, avec Courtney Bonner-Davis (doublée par Laura Drummond[19]) comme propriétaire. Cette version du bâtiment, inspirée de l’architecture Art déco, comporte environ 30 à 40 étages, avec une tour supplémentaire érigée sur le toit. À cause des menaces interdimensionnelles et des attaques de super-vilains, l’immeuble est presque entièrement vide, mais ne subit aucune pression financière.
- Il fait également une apparition dans la série Avengers : L'Équipe des super-héros[21].
- Le bâtiment est visible dans la série Hulk et les Agents du S.M.A.S.H.[21].

### Cinéma
- Le Baxter Building apparaît dans le film Les Quatre Fantastiques (2005), représenté par le Marine Building de Vancouver, choisi pour son style Art déco[22].
- Il réapparaît dans Les Quatre Fantastiques et le Surfer d'argent (2007), toujours représenté par le Marine Building[23]. Le scénariste Don Payne a précisé que le bâtiment avait été rénové pour le film, afin de refléter le succès croissant des héros : « Le Baxter Building, parce que les Quatre Fantastiques sont plus prospères et gagnent plus d’argent, a été rénové. Il n’est donc plus aussi miteux, mais beaucoup plus high-tech. »[24]
- Dans le film Les 4 Fantastiques (2015), le bâtiment est renommé Baxter Institute, un centre de recherche scientifique financé par le gouvernement, destiné aux jeunes prodiges, et fondé par Franklin Storm[25].
- Le Baxter Building apparaît dans le film Les Quatre Fantastiques : Premiers pas (2025), au sein de l'univers cinématographique Marvel.

### Jeux vidéo
- Le Baxter Building apparaît dans Spider-Man and Venom: Maximum Carnage[21].
- Une version inspirée du bâtiment, nommée Baxter Plaza, apparaît dans Marvel Super Hero Squad Online[21].
- Il est présent dans Spider-Man (2000)[21].
- On le retrouve dans Ultimate Spider-Man[21].
- Le bâtiment est une carte dans le jeu Les Quatre Fantastiques, basé sur le film de 2005[21].
- Il est également présent dans Marvel: Ultimate Alliance[21].
- Le Baxter Building peut être vu dans The Incredible Hulk (2008)[21].
- Il apparaît dans Spider-Man: Web of Shadows[21].
- Il est visible à l’arrière-plan du niveau Daily Bugle dans Marvel vs. Capcom 3[21].
- Le bâtiment est un niveau jouable dans Lego Marvel Super Heroes[26].
- Le Baxter Building est une localisation dans Marvel Snap[27].
- Il est également un point d’intérêt dans Spider-Man 2[28].
- Le bâtiment figure comme carte jouable dans Marvel Rivals[29].